# كبش الفداء: اليهود، إسرائيل، وتحرير المرأة
كبش الفداء: اليهود، إسرائيل، وتحرير المرأة هو كتاب نشر عام 2000 للمؤلفة النسوية المتطرفة اليهودية الأمريكية والناشطة اندريا دوركين.

## الأطروحة
تبدأ دوركين بتحليل اللاسامية وكره النساء في تاريخ العالم, مما يجعل المقارنة بين اضطهاد اليهود واضطهاد النساء. تناقش السياسة الجنسية للهوية اليهودية واللاسامية ودعت إلي إنشاء وطن للمرأة كرد فعل علي اضطهاد المرأة, تماماً كما انشأت الحركة الصهيونية دولة لليهود.